# گیبسون (تنسی)
گیبسون(به انگلیسی: Gibson) شهری در ایالت تنسی کشور ایالات متحده آمریکا است که جمعیت آن در سرشماری سال ۲۰۱۰ میلادی، ۳۹۶ نفر بوده‌است.